# Аув-ан-дер-Киль
Аув-ан-дер-Киль (нім. Auw an der Kyll) — громада в Німеччині, розташована в землі Рейнланд-Пфальц. Входить до складу району Бітбург-Прюм. Складова частина об'єднання громад Шпайхер.
Площа — 0,98 км2. Населення становить 122 ос. (станом на 31 грудня 2020).